# Anurolimnas
Anurolimnas là một chi chim trong họ Rallidae.